# Chiliadenus candicans
Chiliadenus candicans là một loài thực vật có hoa trong họ Cúc. Loài này được (Delile) Brullo mô tả khoa học đầu tiên năm 1979.